# Dekanat Uście Solne
Dekanat Uście Solne – dekanat wchodzący w skład diecezji tarnowskiej.
Funkcję dziekana w dekanacie pełni ks. Stanisław Tabiś – proboszcz parafii Strzelce Wielkie, a wicedziekana ks. Wiesław Majka – proboszcz parafii Szczurowa.
W skład dekanatu wchodzą parafie:
- Cerekiew – Parafia św. Wawrzyńca w Cerekwi
- Drwinia – Parafia Matki Bożej Królowej Polski
- Grobla – Parafia Imienia Najświętszej Maryi Panny w Grobli
- Niedzieliska – Parafia św. Feliksa w Niedzieliskach
- Okulice – Parafia Narodzenia Najświętszej Maryi Panny w Okulicach
- Strzelce Wielkie – Parafia św. Sebastiana w Strzelcach Wielkich
- Szczurowa – Parafia św. Bartłomieja Apostoła
- Uście Solne – Parafia św. Apostołów Piotra i Pawła